# Große Klettertrompete

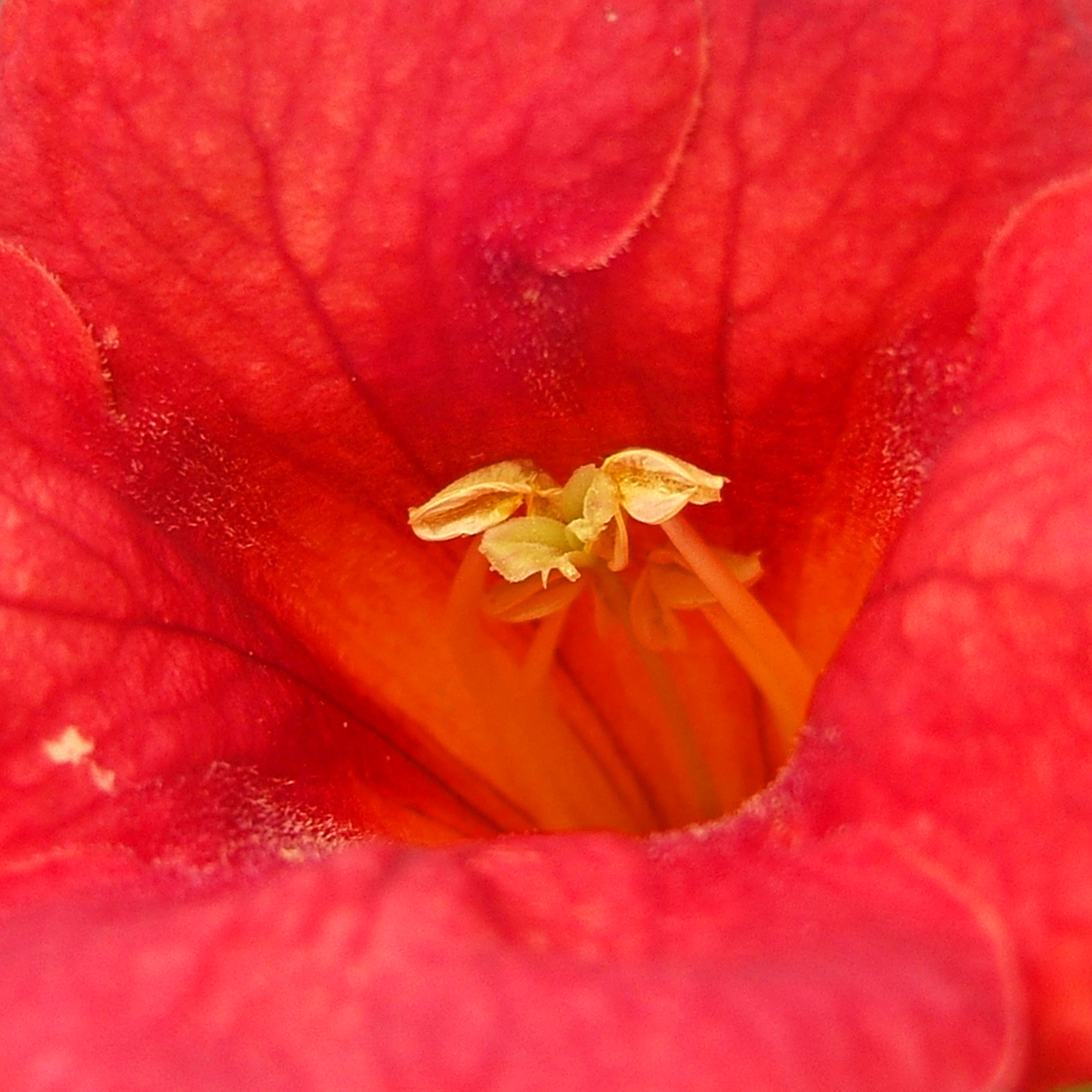
Staubgefäße

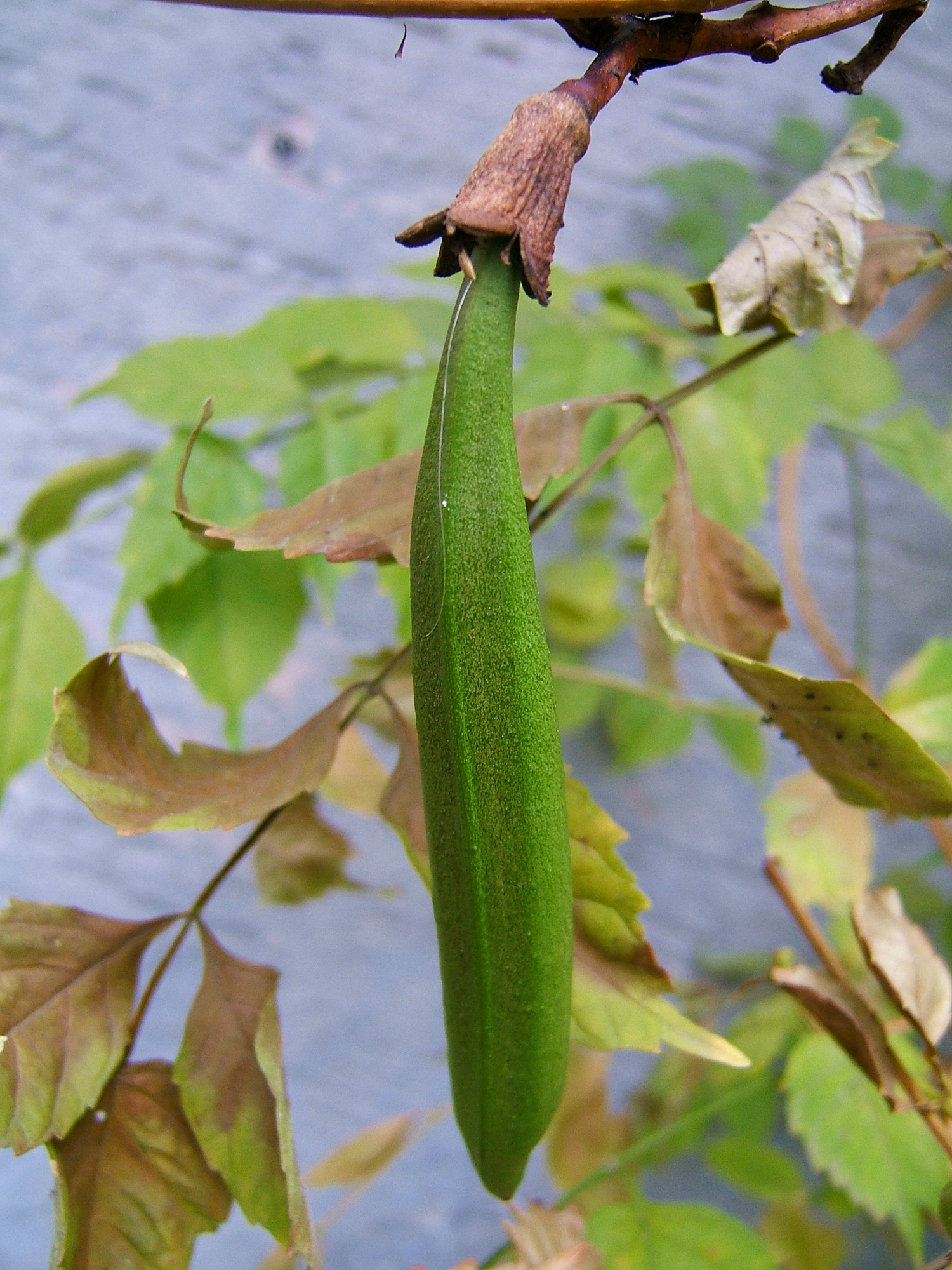
Kapselfrucht

Die Große Klettertrompete oder Hybrid-Klettertrompete (Campsis × tagliabuana, Syn.: Tecoma tagliabuana Vis.) ist die Hybride der beiden Trompetenblumen-Arten Amerikanische Klettertrompete (Campsis radicans) und Chinesische Klettertrompete (Campsis grandiflora).

## Beschreibung
Die Große Klettertrompete ist eine sommergrüne, strauchige Liane. Mit Hilfe ihrer Haftwurzeln erreicht sie Höhen von 4 bis 10 Metern.
Die gegenständigen Laubblätter sind anfangs hellgrün, später kräftig mittelgrün. Sie sind unpaarig gefiedert mit 7 bis 11 am Rand gesägten, lang zugespitzten Blättchen.
Von Juni bis September erscheinen die trompetenförmigen, schwach zygomorphen Blüten in Büscheln an den Enden der einjährigen Triebe. Die vorwiegend orange- bis ziegelroten, zwittrigen Blüten bestehen aus fünf glockenförmig miteinander verwachsenen, etwas fleischigen Kelchblättern und fünf trichterförmig verwachsenen Kronblättern. Sie besitzen zwei längere und zwei kürzere, gebogene Staubblätter. Der oberständige Fruchtknoten ist von einem reichlich Nektar produzierenden Diskus umgeben.
Die Bestäubung erfolgt je nach Standort durch Kolibris, Bienen und Hummeln. Es werden Kapselfrüchte gebildet, die zahlreiche geflügelte Samen enthalten.

## Standort und Nutzung
Die Große Klettertrompete bevorzugt sehr warme, sonnige bis halbsonnige Standorte mit gleichmäßig feuchtem Untergrund ohne Staunässe. Sie gedeiht sowohl auf sandigem als auch lehmigem Untergrund mit einem pH-Wert von 6,1 bis 7,8.
Diese Hybride verträgt Minustemperaturen bis ungefähr −17 °C. Damit ist sie frostempfindlicher als die Amerikanische Klettertrompete und benötigt daher unter Umständen Winterschutz.
Als Zierpflanze wird sie vor allem ihrer dekorativen Blüten wegen zur Hausbegrünung an West- und Südwänden sowie an Mauern eingesetzt.

## Botanische Geschichte
Campsis × tagliabuana ist eine in Kultur entstandene Hybride, die vermutlich erstmals um 1850 in den Gärten des Fürsten von Litta in Lainate auffiel. Der Erstbeschreiber Roberto de Visiani ehrte mit dem Artepitheton die Gärtner Alberto Linneo Tagliabue und Carlo Tagliabue, „zwei um die Gartenkultur höchst verdiente Brüder“, von denen er die Pflanze erhalten hatte.

## Sortenauswahl
- 'Coccinea'
- 'Takarazuka Gold'
- 'Indian Summer'
- 'Madame Galen'

### Weitere Literatur
- Robert Zander: Zander. Handwörterbuch der Pflanzennamen. Hrsg. von Walter Erhardt, Erich Götz, Nils Bödeker, Siegmund Seybold. 17. Auflage. Eugen Ulmer, Stuttgart 2002, ISBN 3-8001-3573-6.
- Gordon Cheers (Hrsg.): Botanica: Das ABC der Pflanzen. 10.000 Arten in Text und Bild. Tandem Verlag, 2003, ISBN 3-8331-1600-5.
- G. López Gónzales: Los arboles y arbustos de la Península Ibérica e Islas Baleares, Bd. 2. Mundi Prensa Libros S.A., 2001, ISBN 84-7114-953-2.